# Liga LEB Oro 2014-15
La Liga LEB Oro 2014/15, conocida también por motivos de patrocinio como Adecco Oro es la decimoctava edición de la máxima categoría de las competiciones LEB que organiza la Federación Española de Baloncesto. El campeón de la liga regular obtiene el derecho de participar en la edición 2015/16 de la liga ACB. A su vez, los equipos clasificados entre las posiciones segunda y novena disputan un play-off de ascenso cuyo vencedor también obtiene el ascenso a la ACB.

## Equipos participantes
| Equipo                               | Ciudad            | Pabellón                      | Capacidad | Entrenador                |
| ------------------------------------ | ----------------- | ----------------------------- | --------- | ------------------------- |
| Actel Força Lleida                   | Lérida            | Pavelló Barris Nord           | 6,100     | Joaquín Prado             |
| CB Prat Joventut                     | Prat de Llobregat | Pavelló Joan Busquets         | 1,500     | Agustí Julbe              |
| Club Melilla Baloncesto              | Melilla           | Pabellón Javier Imbroda Ortiz | 3,800     | Rubén Perelló             |
| Cocinas.com                          | Logroño           | Palacio de los Deportes       | 3,851     | Jesús Sala Naranjo        |
| Ford Burgos                          | Burgos            | Polideportivo El Plantío      | 3,150     | Andreu Casadevall         |
| Instituto Fertilidad Clínicas Rincón | Málaga            | Ciudad Deportiva de Carranque | 1,500     | Francis Tomé              |
| Leyma Natura Básquet Coruña          | La Coruña         | Polideportivo de Riazor       | 3,500     | Antonio Pérez Caínzos     |
| Mywigo Valladolid                    | Valladolid        | Polideportivo Pisuerga        | 6,500     | Porfi Fisac               |
| Ourense Termal                       | Orense            | Pazo dos Deportes Paco Paz    | 5,000     | Gonzalo García de Vitoria |
| Palma Air Europa                     | Palma de Mallorca | Polideportivo Son Moix        | 3,800     | Ángel Cepeda              |
| Peñas Huesca                         | Huesca            | Palacio Municipal de Huesca   | 5,018     | Quim Costa                |
| Planasa Navarra                      | Pamplona          | Polideportivo Anaitasuna      | 3,000     | Sergio Lamúa              |
| Quesos Cerrato Palencia              | Palencia          | Pabellón Marta Domínguez      | 1,806     | Natxo Lezkano             |
| Ribeira Sacra Breogán Lugo           | Lugo              | Pazo Provincial Dos Deportes  | 6,500     | Lisardo Gómez             |
| Unión Financiera Baloncesto Oviedo   | Oviedo            | Polideportivo de Pumarín      | 800       | Guillermo Arenas Milán    |

## Temporada regular

### Clasificación
| Pos. | Equipo                               | PJ | G  | P  | Ascenso o descenso      |
| ---- | ------------------------------------ | -- | -- | -- | ----------------------- |
| 1    | Ford Burgos                          | 28 | 22 | 6  | Ascenso a la Liga ACB   |
| 2    | Ourense Termal                       | 28 | 20 | 8  | Ascenso a la Liga ACB   |
| 3    | Ribeira Sacra Breogán Lugo           | 28 | 20 | 8  |                         |
| 4    | Mywigo Valladolid                    | 28 | 19 | 9  |                         |
| 5    | Palma Air Europa                     | 28 | 16 | 12 |                         |
| 6    | Actel Força Lleida                   | 28 | 16 | 12 |                         |
| 7    | Planasa Navarra                      | 28 | 15 | 13 |                         |
| 8    | Quesos Cerrato Palencia              | 28 | 14 | 14 |                         |
| 9    | Club Melilla Baloncesto              | 28 | 13 | 15 |                         |
| 10   | Leyma Natura Básquet Coruña          | 28 | 12 | 16 |                         |
| 11   | Unión Financiera Baloncesto Oviedo   | 28 | 11 | 17 |                         |
| 12   | Peñas Huesca                         | 28 | 9  | 19 |                         |
| 13   | Cocinas.com                          | 28 | 9  | 19 |                         |
| 14   | Instituto Fertilidad Clínicas Rincón | 28 | 9  | 19 | Descenso a la LEB Plata |
| 15   | CB Prat Joventut                     | 28 | 5  | 23 | Descenso a la LEB Plata |

## Eliminatorias de ascenso a la liga ACB
|  | Cuartos | Cuartos                    | Cuartos | Cuartos                    | Cuartos |    |                | Semifinales                | Semifinales | Semifinales | Semifinales | Semifinales | Semifinales | Semifinales |   |                | Final | Final | Final | Final | Final | Final | Final |  |
|  |         |                            |         |                            |         |    |                |                            |             |             |             |             |             |             |   |                |       |       |       |       |       |       |       |  |
|  |         |                            |         |                            |         |    |                |                            |             |             |             |             |             |             |   |                |       |       |       |       |       |       |       |  |
|  | 2       | Ourense Termal             | 86      | 81                         |         |    |                |                            |             |             |             |             |             |             |   |                |       |       |       |       |       |       |       |  |
|  | 2       | Ourense Termal             | 86      | 81                         |         |    |                |                            |             |             |             |             |             |             |   |                |       |       |       |       |       |       |       |  |
|  | 9       | Club Melilla Baloncesto    | 84      | 77                         |         |    |                |                            |             |             |             |             |             |             |   |                |       |       |       |       |       |       |       |  |
|  | 9       | Club Melilla Baloncesto    | 84      | 77                         |         | 2  | Ourense Termal | 75                         | 83          | 77          |             |             |             |             |   |                |       |       |       |       |       |       |       |  |
|  |         |                            |         |                            |         | 2  | Ourense Termal | 75                         | 83          | 77          |             |             |             |             |   |                |       |       |       |       |       |       |       |  |
|  |         |                            | 6       | Actel Força Lleida         | 61      | 81 | 59             |                            |             |             |             |             |             |             |   |                |       |       |       |       |       |       |       |  |
|  | 5       | Palma Air Europa           | 6       | Actel Força Lleida         | 61      | 81 | 59             | 52                         | 74          |             |             |             |             |             |   |                |       |       |       |       |       |       |       |  |
|  | 5       | Palma Air Europa           |         |                            |         |    |                |                            |             |             |             |             |             |             |   |                |       |       |       |       |       |       |       |  |
|  | 6       | Actel Força Lleida         | 73      | 89                         |         |    |                |                            |             |             |             |             |             |             |   |                |       |       |       |       |       |       |       |  |
|  | 6       | Actel Força Lleida         | 73      | 89                         |         |    |                |                            |             |             |             |             |             |             | 2 | Ourense Termal | 83    | 68    | 73    | 73    | 91    |       |       |  |
|  |         |                            |         |                            |         |    |                |                            |             |             |             |             |             |             | 2 | Ourense Termal | 83    | 68    | 73    | 73    | 91    |       |       |  |
|  |         |                            | 3       | Ribeira Sacra Breogán Lugo | 52      | 77 | 81             | 69                         | 65          |             |             |             |             |             |   |                |       |       |       |       |       |       |       |  |
|  | 3       | Ribeira Sacra Breogán Lugo | 3       | Ribeira Sacra Breogán Lugo | 52      | 77 | 81             | 69                         | 65          | 91          | 66          | 88          |             |             |   |                |       |       |       |       |       |       |       |  |
|  | 3       | Ribeira Sacra Breogán Lugo |         |                            |         |    |                |                            |             |             |             | 88          |             |             |   |                |       |       |       |       |       |       |       |  |
|  | 8       | Quesos Cerrato Palencia    | 75      | 81                         | 86      |    |                |                            |             |             |             |             |             |             |   |                |       |       |       |       |       |       |       |  |
|  | 8       | Quesos Cerrato Palencia    | 75      | 81                         | 86      |    | 3              | Ribeira Sacra Breogán Lugo | 80          | 73          | 85          | 86          |             |             |   |                |       |       |       |       |       |       |       |  |
|  |         |                            |         |                            |         |    | 3              | Ribeira Sacra Breogán Lugo | 80          | 73          | 85          | 86          |             |             |   |                |       |       |       |       |       |       |       |  |
|  |         |                            | 4       | Mywigo Valladolid          | 65      | 76 | 77             | 76                         |             |             |             |             |             |             |   |                |       |       |       |       |       |       |       |  |
|  | 4       | Mywigo Valladolid          | 4       | Mywigo Valladolid          | 65      | 76 | 77             | 76                         | 68          | 74          |             |             |             |             |   |                |       |       |       |       |       |       |       |  |
|  | 4       | Mywigo Valladolid          |         |                            |         |    |                |                            |             |             |             |             |             |             |   |                |       |       |       |       |       |       |       |  |
|  | 7       | Planasa Navarra            | 63      | 73                         |         |    |                |                            |             |             |             |             |             |             |   |                |       |       |       |       |       |       |       |  |
|  | 7       | Planasa Navarra            | 63      | 73                         |         |    |                |                            |             |             |             |             |             |             |   |                |       |       |       |       |       |       |       |  |
|  |         |                            |         |                            |         |    |                |                            |             |             |             |             |             |             |   |                |       |       |       |       |       |       |       |  |